# ポーランド海軍
ポーランド海軍（ポーランド語: Marynarka Wojenna, MW）は、ポーランド軍の海軍。

## 概要
現在160隻前後の艦艇を保有し、12000人以上の海軍軍人を擁する。バルト海で活動する海軍のなかではかなりの規模を誇り、イラク戦争にもアメリカ側として参戦した。

## 歴史

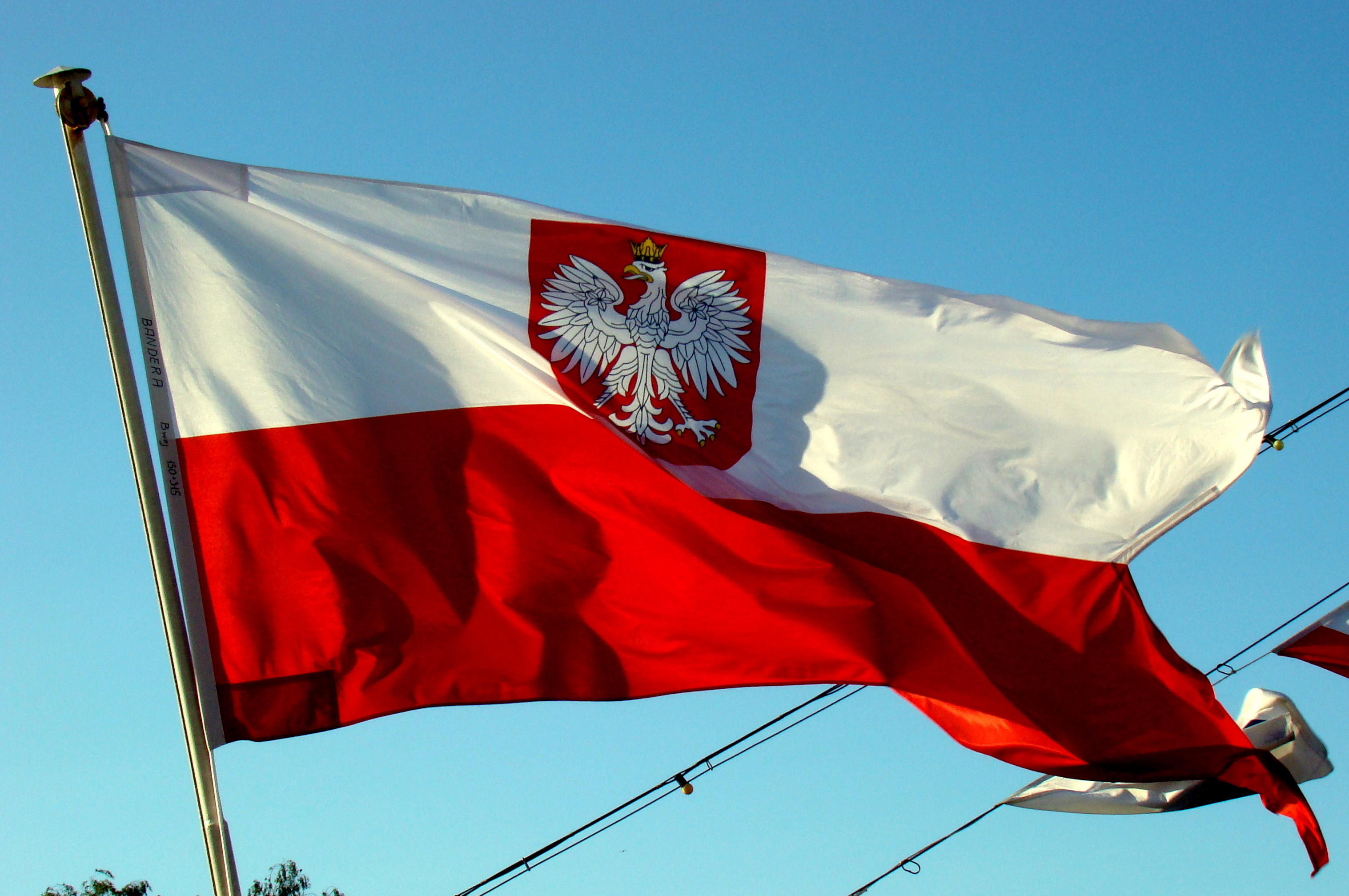
軍艦旗

ポーランドはもともと陸軍国で海軍力はほとんど持たなかったが、河川での通商や交易を守るための小規模な艦隊を有していた。ポーランドは十三年戦争で、ドイツ騎士団を破り第二トルム条約によってグダンスク（ダンツィヒ）をプロイセンから得た。以降、ここを拠点に海軍を整備するようになる。1561年にはモスクワ大公国に勝利、海軍の拠点を新たに得たリガに設けた。1627年には、スウェーデン・ポーランド戦争でリトアニアと共にスウェーデンを破り大西洋へ進出する可能性を得たが、戦争自体がポーランドの敗北に終わり、結局、活用されることはなかった。さらに海軍の拠点であったリガが、スウェーデンによって奪われたこともあって、ポーランドの海軍がバルト海において覇を競う機会を無くしてしまった。
ポーランド自体がロシア帝国、プロイセン王国、オーストリアに分割され、ポーランド海軍の歴史も幕を閉じた。再びポーランドが独立を取り戻すのは第一次世界大戦後である。1918年に近代ポーランド海軍が発足し、フランス、オランダやイギリスから軍艦を調達して艦隊が整備されたが経済的に苦しいポーランドは大規模な海軍となることなく再び試練に見舞われた。1939年にナチス・ドイツとソ連に侵攻されたポーランドは再び独立を失った。しかし、その直前にペキン作戦でイギリスへ向かった3隻の駆逐艦や、海戦後にバルト海から脱出した潜水艦は連合国軍と共に戦った。また、戦争中にイギリスなどから引き渡された艦艇がこれに加わった。
第二次世界大戦後、再びポーランドは独立を取り戻した。ポーランドの独立はソ連の手によってなされ、ワルシャワ条約機構諸国になったため、艦船はソ連海軍のものを運用した。ソ連崩壊後は北大西洋条約機構に加入し、西側諸国の艦船を運用するようになり、現在では東西折衷の艦船を運用している。

## 組織

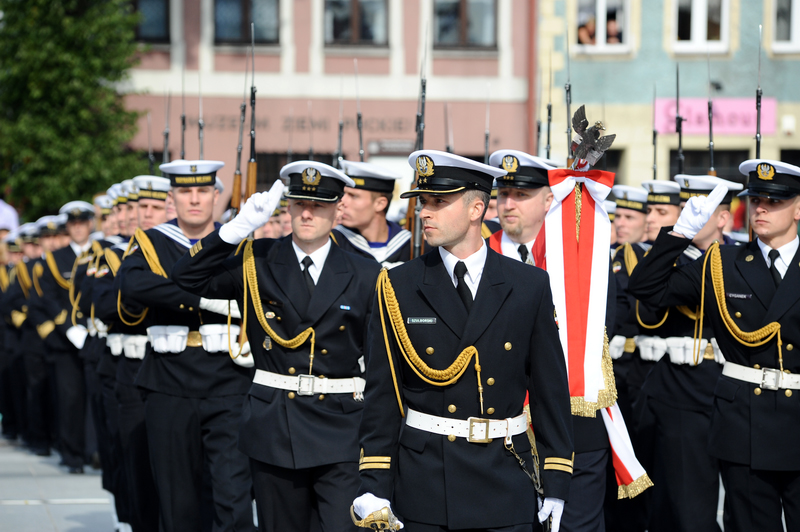
パレードで行進するポーランド海軍水兵

ポーランド海軍は、3個小艦隊とヘリ・飛行機の混成旅団から成る。海軍本部は、グディニャに位置する。
- 第3小艦隊：グディニャ。打撃任務部隊。
- 第8沿岸防衛小艦隊：シフィノウイシチェ。掃海・対潜任務部隊。
- 第9沿岸防衛小艦隊：ヘル。掃海・対潜任務部隊。
- 海軍航空旅団：グディニャ。ヘリと飛行機の混成部隊。

## 階級
- 士官：oficer
  - 将官：
    - 大将：Admirał
    - 中将：Admirał floty
    - 少将：ViceAdmiral
    - 准将：Rear Admiral

  - 佐官：
    - 大佐：Komandor
    - 中佐：Komandor porucznik
    - 少佐：Komandor podporucznik

  - 尉官：
    - 大尉：Kapitan marynarki
    - 中尉：Porucznik marynarki
    - 少尉：Podporucznik marynarki
- 准士官：chorąży
  - 上級本部准尉：Starszy chorąży sztabowy
  - 本部准尉：Chorąży sztabowy
  - 下級本部准尉：Młodszy chorąży sztabowy
  - 上級准尉：Starszy chorąży
  - 准尉：Chorąży
  - 下級准尉：Młodszy chorąży
- 下士官：podoficer
  - 上級本部曹長：starszy bosman sztabowy
  - 本部曹長：bosman sztabowy
  - 上級曹長：starszy bosman
  - 曹長：bosman
  - 上級兵曹：starszy bosmanmat
  - 一等兵曹：bosmanmat
  - 二等兵曹：starszy mat
  - 三等兵曹：mat
- 水兵：marynarz
  - 一等水兵：starszy marynarz
  - 二等水兵：marynarz

## 装備

### 艦艇
特記なき場合は2011年6月現在。『Jane's Fighting Ships 2011-2012』より。
過去に就役した艦艇については「ポーランド海軍艦艇一覧」を参照。
通常動力型潜水艦
- コッベン級×2隻

ソクウ（294 ORP Sokol） - 2002年再就役。2017年退役。
センプ（295 ORP Sep） - 2002年再就役
ビェリク（296 ORP Bielik） - 2003年再就役
コンドル（297 ORP Kondor） - 2004年再就役。2017年退役。
- キロ型×1

オジェル（291 ORP Orzel） - 1986年
フリゲート
- 旧・米O・H・ペリー級×2

ゲネラウ・カジミェシュ・プワスキ（272 ORP General Kazimierz Pulaski） - 2000年再就役
ゲネラウ・タデウシュ・コシチュシュコ (273 ORP General Tadeusz Koscciuszko） - 2002年再就役
- AH140プロジェクト　フリゲート×3(計画数)

MIECZNIK (724 ORP MIECZNIK) - 2028年就役予定
725番艦　- 2029年就役予定
726番艦　- 2030年就役予定
- - AH140プロジェクトにおける選定の結果､イギリス海軍で就役予定の31型フリゲートが選定された｡

コルベット
- オルカン級×3

オルカン（421 ORP Orkan） - 1992年
ピョルン（422 ORP Piorun） - 1994年
グロム（423 ORP Grom） - 1995年
- カシュブ（240 ORP Kaszub） - 1987年
- タランタル1型×2

（436 ORP Metalowiec） - 1988年
（437 ORP Rolnik） - 1989年
哨戒艦 (ORP)
- シュラザック(en) (ORP Ślązak) - 2019年
  - ガウロン級コルベット（英語版）と呼ばれる新艦艇｡2050トンの満載排水量で､MEKO A-100型フリゲートをベースとしている｡全長95.20メートル､全幅13.50メートル､速力は29.5kt｡武装はオート・メラーラ 76 mm スーパー・ラピッド砲を1門､マーリン・WS マウザーMK 30mmリモートウェポンシステム(RWS)（英語版）を2基､WKM -B 12.7mm重機関銃を4挺､対空兵装として国産のグロム携行型対空ミサイル（英語版）を4基搭載する｡

戦車揚陸艦（LST）
- 767型（英語版）×5

（821 ORP Lublin） - 1989年
（822 ORP Gniezmo） - 1990年
（823 ORP Krakow） - 1990年
（824 ORP Poznan） - 1991年
（825 ORP Torun） - 1991年
汎用揚陸艇（LCU）
- 716型×3

KD11 - 1988年
KD12 - 1991年
KD13 - 1991年
敷設艇
- 206FM型×3

（621 ORP Flaming） - 1966年
（623 ORP Mewa） - 1967年
（624 ORP Czajka） - 1967年
掃海艇
- 207P/DM型（英語版）×13

（630 ORP Goplo） - 1982年
（631 ORP Gardno） - 1984年
（632 ORP Bukowo） - 1985年
（633 ORP Dabie） - 1986年
（634 ORP Jamno） - 1986年
（635 ORP Mielno） - 1987年
（636 ORP Wicko） - 1987年
（637 ORP Resko） - 1988年
（638 ORP Sarbsko） - 1988年
（639 ORP Necko） - 1989年
（640 ORP Naklo） - 1990年
（641 ORP Druzno） - 1990年
（642 ORP Hancza） - 1991年
- 207M型×4

（643 ORP Mamry） - 1992年
（644 ORP Wigry） - 1993年
（645 ORP Sniardwy） - 1994年
（646 ORP Wdzydze） - 1994年
- コルモランⅡ級掃海艇（英語版）×3

(601 ORP Kormoran) - 2017年
(602 ORP Albatros) - 2022年
(603 ORP Mewa) - 2027年就役予定
- - 2017年から就役した最新型の掃海艇｡排水量は850トン､全長58.5メートル､全幅10.3メートル､速力15kt､航続距離は2500海里､武装としてOerlikon KDA 35mmTRYTONガンシステムを1基､国産のグロム携行型対空ミサイル（英語版）をシステム化したものとWKM-B 12.7mm重機関銃を3挺搭載している｡

### 支援艦艇
- Kontradmirał Xawery Czernicki級機雷対策司令船（英語版）

(511 ORP Kontradmirał Xawery Czernicki) - 2001年
- - 2001年に就役した艦艇で､満載排水量2390トン､全長73.8メートル､全幅13.8メートル､速力14.1kt｡武装はポーランド海軍での独自改良型ZU-23-2MR Wróbel-IIを砲塔形式で搭載し､ZU-23-2を更に1基搭載した上､9K32携行型対空ミサイルを連装発射機の形態で搭載する｡

水路測量艦
- フィニク2型（英語版）×2

（265 ORP Heweliusz） - 1982年
（266 ORP Arctowski） - 1982年
- 4234型×2

K4 - 1989年
K10 - 1989年
- 3C型×4

M35、38-40
情報収集艦
- モマ型（ポーランド語版）×2

（262 ORP Nawigator） - 1975年
（263 ORP Hydrograf） - 1976年
- - 満載排水量1675トン､全長73.3メートル､全幅10.8メートル､速力17kt､自衛用武装として9K32携行型対空ミサイルを4基搭載する｡両艦とも1970年代に建造された老朽艦の為､スウェーデンのサーブ社が建造中の新型情報収集艦に置き換えられるものと思われる｡
- デルフィン型×0（1隻建造中）[3]

イェジ・ルジツキ（261 ORP Jerzy Różycki）
練習艦
- 888型（英語版）×1

（251 ORP Wodnik） - 1976年
練習帆船
- ORP Iskra（ポーランド語版） - 1982年

タンカー
- バルチック型（英語版）
- （Z1 Baltyk） - 1991年
- （Z8 Meduza） - 1970年､既に退役済

魚雷揚収艇
- Kormoran型×1

K8 - 1971年
消磁艦
- B208型×2

（SD11 Wrona） - 1971年
SD13 - 1972年
サルベージ船
- 570M型（英語版）×2

（281 ORP Piast） - 1974年
（282 ORP Lech） - 1974年
- B823型（ポーランド語版）×2

（R14 ORP Zbyszko） - 1991年
（R15 ORP Macko） - 1992年
輸送艇
- MS3600型×1

M1
水中作業母艇
- 4234型×3

K5、7、9
港内艇
- 各型×6

B3、7、11-12、21-22
曳船
- H960型×2

H6、8
港内曳船
- H900型×3

H4-5、7
- H820型×2

H9-10

### 航空機
2011年6月現在。『Jane's Fighting Ships 2011-2012』より。
固定翼機
- M28×5
  - 輸送機として用いられている｡

哨戒機
- M28 MPA（英語版）×9

回転翼機
- AW101×4 (発注数)
- カマン SH-2G シースプライト×4
- ミル Mi-14PL/PS ヘイズA/C×4/2
- PZL Swidnik W-3×8
- ミル Mi-2D×3
- ミル Mi-17 ヒップ×2 (退役済)

### 沿岸防衛システム
- NSM 地上発射型×74(セット数)

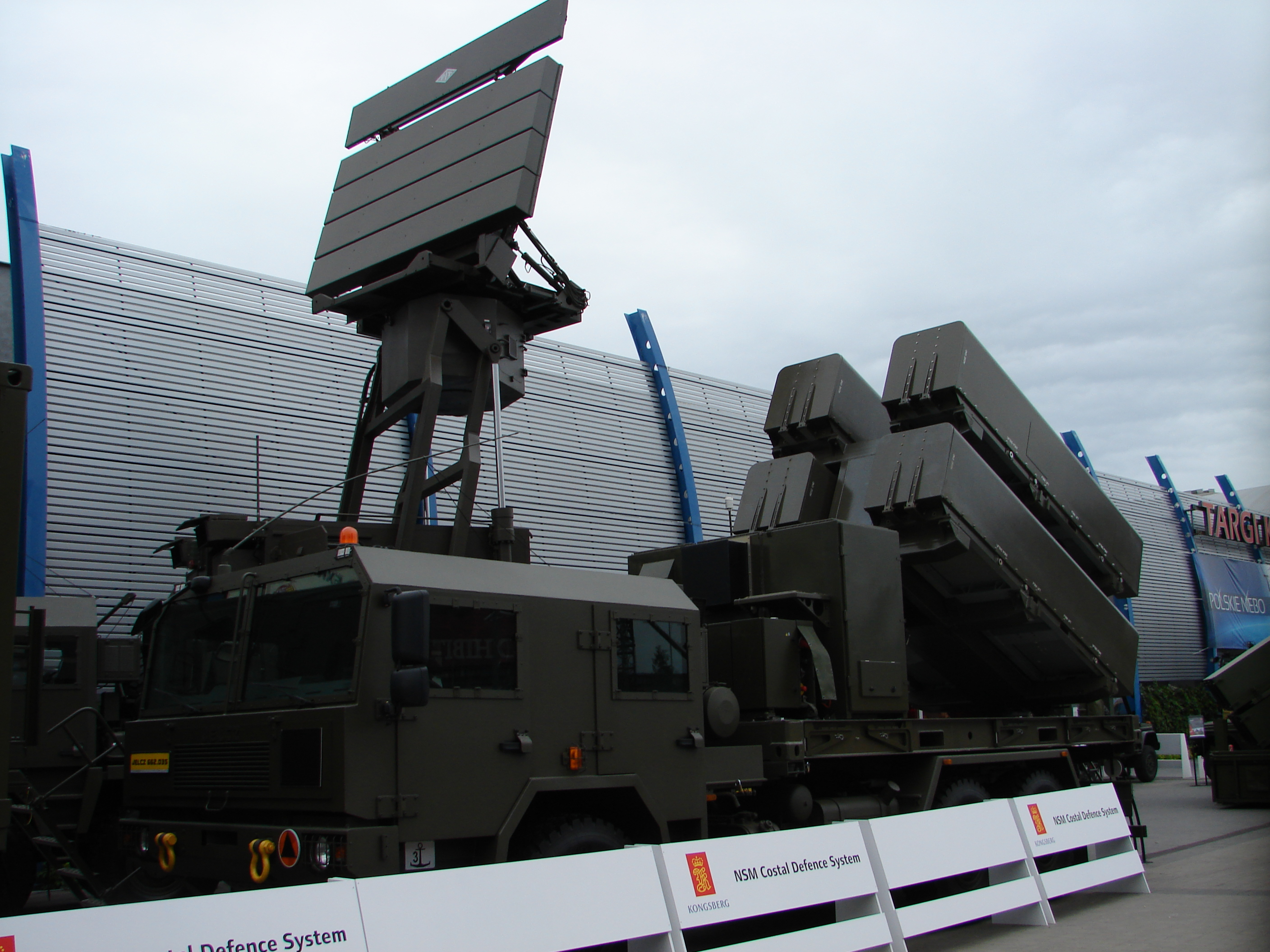
ポーランド海軍のNSM沿岸防衛システム発射機、およびTRS-15M オドラ3次元レーダー

## 旗

軍艦旗
軍艦用国籍旗
大将旗（階級旗）